# Strumenti rituali nella wicca
Gli strumenti rituali nella wicca sono una serie di strumenti od oggetti rituali utilizzati nel culto della religione neopagana della wicca.

## Caratteristiche
Ognuno di questi oggetti, spesso ripresi da più antiche correnti magiche, religiose o filosofiche, ha diversi usi ed associazioni simboliche, anche se spesso un tratto che li accomuna è quello di attirare o dirigere le energie. Essi sono usati sia sull'altare che all'interno del cerchio. Nella tradizione gardneriana della wicca gli oggetti solitamente vengono distinti in due gruppi: gli oggetti personali e gli oggetti della coven, cioè tra quegli oggetti che appartengono a ciascun membro della coven e quelli che invece appartengono a tutti e che vengono adoperati in maniera collettiva .
L'uso di questi oggetti è stato in parte fatto risalire alla tradizione massonica ed in parte all'ordine Ermetico della Golden Dawn, che a loro volta hanno tratto spunto dai grimori di origine medioevale e rinascimentale e in particolare la Chiave di Salomone, che contiene numerose illustrazioni di questi tipi di oggetti ed istruzioni sul come prepararli.

## I quattro strumenti principali

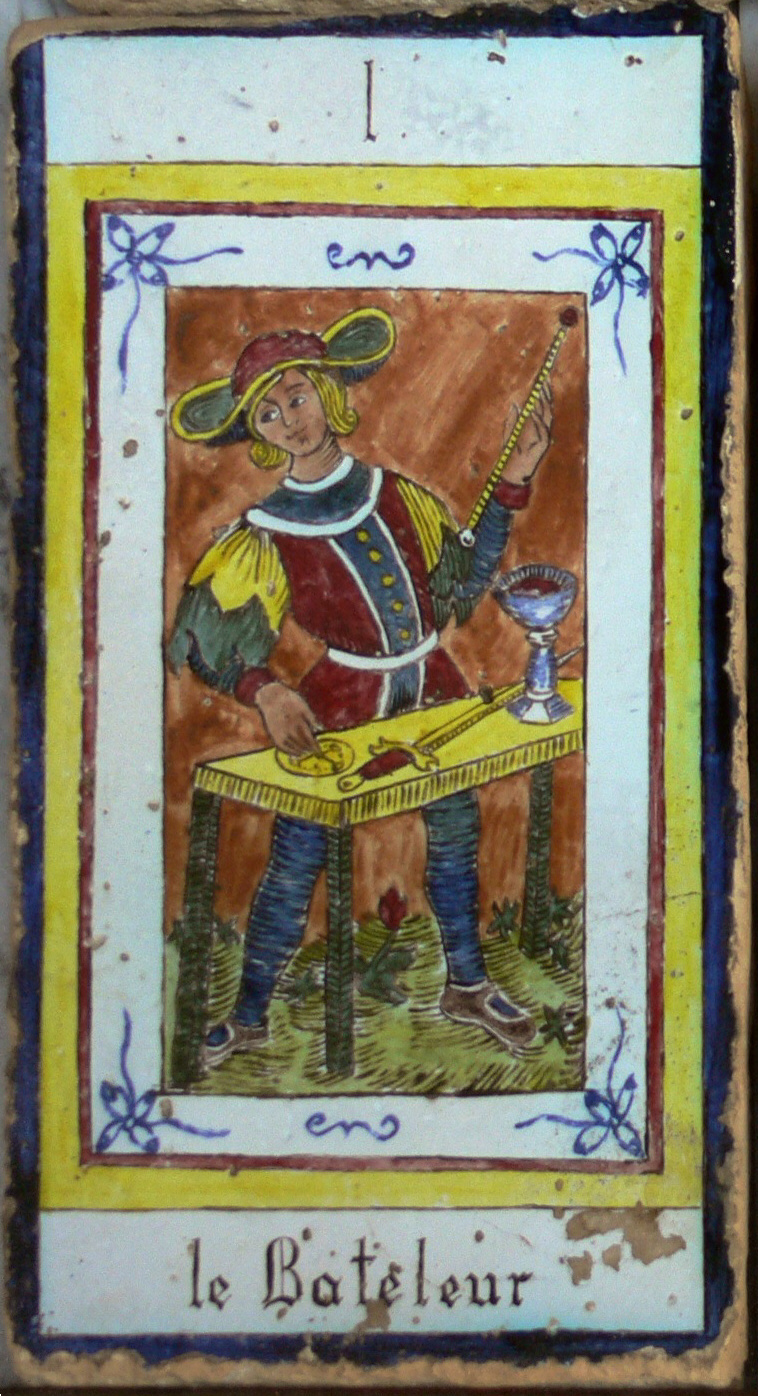
La carta de Il Bagatto nei tarocchi dove, più o meno sul tavolo, vengono dispiegati dal mago (o giocoliere) i quattro principali strumenti usati anche nella wicca

### Athame
L'athame viene associato all'elemento classico del fuoco (in alcune tradizioni però all'aria), al sud ed al maschile; è un pugnale dal manico nero o comunque scuro, non deve essere tagliente; è un oggetto molto personale, da custodire gelosamente. Non deve essere mai adoperato per usi pratici o comuni (per questi usi infatti esiste il boline). Veniva considerato da Gerald Gardner l'oggetto primario della wicca. Viene usato soprattutto per la tracciatura del cerchio, la chiamata ed il congedo dei guardiani ed il Grande Rito.

### Bacchetta
La bacchetta viene associata all'aria (in alcune tradizioni però al fuoco), all'est ed è anch'essa simbolicamente maschile. Solitamente realizzata in legno, può essere però fatta di altri materiali, come metalli, avorio, cristalli o pietre incise ed intagliate. Può avere molti usi simili a quelli dell'athame, ma come specificato dallo stesso Gardner questo strumento viene usato soprattutto per tutti quei tipi di energia che mal sopportano l'acciaio forgiato dell'athame.

### Coppa
La Coppa viene associata all'ovest, all'elemento dell'Acqua ed al femminile. Essa più che un oggetto rappresenta soprattutto il ventre generatore della Dea . Assieme all'Athame viene utilizzata per il Grande Rito e poi per la libagione.

### Pentacolo
Il Pentacolo è un disco di consacrazione, realizzato in vari materiali (più comuni sono la terracotta, il legno, l'argento) con sopra rappresentati dei simboli, il più usato dei quali è il pentagramma iscritto nel cerchio, anche se altri simboli come il triquetra, sono spesso utilizzati. È uno strumento femminile, legato alla Terra ed al nord, che purifica, energizza e benedice tutto ciò che vi viene appoggiato sopra.

## Altri oggetti utilizzati

### Spada
È un tipico oggetto di Coven, usato in special modo per erigere il Cerchio.

### Scopa
È la classica scopa di saggina o betulla, usata per spazzare simbolicamente il luogo in cui si dovrà celebrare il rito, per allontanare le energie negative. Come la spada è un altro dei tipici strumenti di coven e assieme ad essa viene usata anche per tenere aperto un varco nel cerchio quando se ne ha la necessità. Viene inoltre tradizionalmente usata anche nelle cerimonie di nozze wiccan (handfasting). Simbolicamente introietta in se' il maschile (il manico) ed il femminile (il fascio di rametti che avvolge una delle estremità).

### Incensiere
È lo strumento che serve per spargere i fumi dell'incenso ed introietta dentro di sé gli elementi Aria e Fuoco. A seconda della forma o dimensione, in alcuni casi viene anche detto turibolo o braciere.

### Bolline
Il bolline o boline è un coltellino dal manico solitamente bianco, che viene usato per incidere ad esempio delle candele, o per sminuzzare le erbe o per altri usi pratici da eseguire dentro al cerchio.

### Corde
In quasi tutte le tradizioni della wicca le corde, di vari colori, vengono usate soprattutto per essere legate attorno alla vita e simboleggiano i vari gradi di iniziazione, ad esempio è stato rivelato che in alcune coven australiane la corda verde denota un novizio, quella bianca un iniziato di primo grado e quelle di altri colori, gradi più elevati  Per tradizione hanno delle lunghezze specifiche e possono essere anche usate per misurare la tracciatura del cerchio e per realizzare magie dei nodi . Le corde sono inoltre usate nei rituali di iniziazione per legare il candidato. Infine sistemi vari di legature con le corde sono conosciuti per far raggiungere stati di trance attraverso la costrizione del flusso sanguigno e del respiro.

### Frusta
La frusta viene usata per flagellare i membri della coven, in special modo durante i riti di iniziazione. Fred Lamond spiega inoltre che viene usata dalla Gran Sacerdotessa per punire più o meno simbolicamente i membri della coven che commettono manchevolezze, inoltre che l'uso ritmico e ripetuto della frusta comporta anche una delle tecniche per far raggiungere uno stato di trance.

### Calderone
Un calderone nella cultura occidentale viene solitamente associato alle streghe ed alla stregoneria. Nella wicca spesso esso rappresenta in grande ciò che è il calice, ovvero il ventre della Dea, dentro al quale tutto si trasforma e rinasce. Ve ne sono di diverse misure, e può avere molti e svariati usi più o meno pratici: per contenere un fuoco, per mischiarvi vari ingredienti, per farvi bollire dentro qualcosa; inoltre riempito d'acqua pura energizzata dalla luna, può essere usato anche per mettere in pratica delle tecniche mantiche di divinazione.

### Altri strumenti e oggetti
Bastoni (detti stang se con un’estremità biforcuta), lancia, candele, lumi, corone, copricapi, veli, mantelli, giarrettiere, collane e gioielli tipici o simbolici, sono molti degli altri strumenti od oggetti più o meno caratteristici, usati nel corso dei rituali wiccan. Ad esempio per tradizione le sacerdotesse di primo grado indossano una collana di grani d'ambra, quelle di secondo grado una collana formata da grani di giaietto, mentre quelle di terzo grado una collana che alterna grani d'ambra, con grani di giaietto.